# Литвинцев, Дмитрий Алексеевич
Дмитрий Алексеевич Литвинцев (род. 13 октября 1971 года) — российский политик. Депутат Государственной думы Федерального собрания Российской Федерации VI созыва. Член комитета по культуре.

## Биография
Родился 13 октября 1971 года. Окончил Волгоградский педагогический университет (1994, факультет «Физики и математики») и Волгоградский государственный университет (2006, факультет «Финансы и кредит»).
С 1993 года по 1995 год Дмитрий Литвинцев работал в дочернем предприятий Волжского трубного завода в должности руководителя службы снабжения и сбыта. С 1998 по 2000 год являлся помощником депутата Волжской городской Думы.
В 2005 году избран депутатом Волжской городской Думы.
Девиз: Думаю о будущем
С 2010 по 2014 год возглавлял Волгоградское областное отделение ЛДПР.
С 4 декабря 2011 года депутат Государственной думы 6 созыва от ЛДПР, региональная группа № 38 (Волгоградская область). Членом комитета ГД по культуре.
28 июня 2014 года утверждён кандидатом в губернаторы Волгоградской области от ЛДПР. По итогам голосования набрал 2,43 % голосов.